# Lenguas atabascanas de la Costa del Pacífico
Las lenguas atabascanas de la Costa del Pacífico constituyen una agrupación geográfica, posiblemente también filogenética, de las lenguas atabascanas.

## Clasificación

### Atabascano de California
1. Hupa (o Hoopa-Chilula)
- Hupa
- Chilula-Whilkut

- Chilula
- Whilkut
2. Río Mattole–Bear
- Mattole
- Río Bear

3. Río Eel
- Sinkyone
- Wailaki
- Nongatl
- Lassik

4. Cahto (o Kato) (a veces considerada dialecto de la lengua del río Eel)

### Atabascano de Oregón
4. Alto Umpqua
5. río Rogue (o Tututni o bajo río Rogue)
- Upper Coquille

Coquille
Arroyo Flores (Flores Creek)
- Tututni

Tututunne
Mikwunutunne
Joshua (o Chemetunne)
Sixes
río Pistol (o Chetleshin)
Wishtenatin (o Khwaishtunnetunnne)
- Arroyo Euchre (Euchre Creek)
- Costa Chasta (o río Illinois, Chastacosta, Chasta Kosta)

6. Galice–Applegate
- Galice
- Applegate (o Nabiltse)

7. Tolowa
- Chetco
- río Smith

## Comparación léxica
Los numerales en diferentes lenguas atabascanas de costa del Pacífico son:
| GLOSA | Atabascano de California | Atabascano de California | Atabascano de California | Atabascano de California | Atabascano de California | Atabascano de Oregón | Atabascano de Oregón | Atabascano de Oregón | Atabascano de Oregón | Atabascano de Oregón |
| GLOSA | Hupa                     | Mattole                  | río Bear                 | Sinkyone                 | PROTO-ATAB. CALIFORN.    | Alto Umpqua          | Chasta               | Coaquille            | Tolowa               | PROTO-ATAB. OREGÓN   |
| ----- | ------------------------ | ------------------------ | ------------------------ | ------------------------ | ------------------------ | -------------------- | -------------------- | -------------------- | -------------------- | -------------------- |
| '1'   | ɬaʔ                      | láihaʔ                   | ɬaihaʔ                   | ɬáʔhaʔ                   | *ɬaʔha                   | áitʰla               | ɬa(ːca)              | ɬaʃa                 | ɬaː                  | *ɬaː                 |
| '2'   | nahxi                    | nakxéʔ                   | naka                     | nak!                     | *nahki                   | nákhok               | náːxi                | náxe                 | naːxe                | *naːxi               |
| '3'   | taːqʼi                   | daːk’é                   | taka                     | taːk!                    | *taːk’i                  | taːk                 | tʰáːɣi               | táxe                 | tʰaːxe               | *taːɣi               |
| '4'   | diŋkʲʼi                  | dint’syéʔ                | dintce                   | dĩk!                     | *diŋkʼi                  | tóntcik              | dʌnʧi                | dənʧi                | tʌnʧiʔ               | *t’ənʧi              |
| '5'   | ʧʷolaʔ                   | kjikxóːɬaʔ               | halabənɬa                | skölá                    | *sxoːɬaʔ                 | çwolak               | sxôlaː               | sxwólax              | ʂʷeːlaʔ              | *ʂxoːɬaʔ             |
| '6'   | xostaːni                 | gwostχáːn                | kotsam                   | köstáy                   | *gostʰaːni               | wostʰaːne            | kʼwɑstʰáːne          | kwostaːne            | kʼʷestʰaːni          | *kʼwostʰaːni         |
| '7'   | xohkʲʼidi                | laʔsgwód                 | tcuwsit                  | bukus nak!               | *goskidi                 | hoitahi              | sʧɑtdé               | sʧæteː               | ʂʧeːtʼe              | *sʧet’e              |
| '8'   | kʲeːnim                  | djiʔt’syéd               | lebadintce               | bukus taːk!              |                          | nakanti              | naːxʌndoː            | naxandu              | laːniːʂʌtnaːtʰa      | *nahkantu            |
| '9'   | miqʼostawi               |                          | ɬasgot                   | bukus dĩk!               |                          | áiɬtʰlant            | lándoː               | lanti                | ɬaʔtwi               | *ɬanti               |
| '10'  | minɬaŋ                   | nisiyaʔn                 | nesiyan                  |                          | *nesiyan                 | kwuneza              | hwêʔθe               | hwsæːsə              | neːsan               | *kweneza(n)          |